# Semiotellus plagiotropus
Semiotellus plagiotropus är en stekelart som beskrevs av Xiao och Huang 1999. Semiotellus plagiotropus ingår i släktet Semiotellus och familjen puppglanssteklar. Inga underarter finns listade i Catalogue of Life.